# Aberdeen Football Club 1982-1983
Questa voce raccoglie le informazioni riguardanti l'Aberdeen Football Club nelle competizioni ufficiali della stagione 1982-1983.

## Stagione
In Coppa delle Coppe l'Aberdeen esordì dal turno preliminare, che venne superato con due ampie vittorie contro gli svizzeri del Sion; dopo aver eliminato in sequenza la Dinamo Tirana e il Lech Poznań, i Dons incontrarono ai quarti di finale il Bayern Monaco. Dopo un pareggio a reti bianche in Germania, al ritorno in casa l'Aberdeen passò per due volte in svantaggio, ribaltando però la situazione in un minuto durante il finale dell'incontro. Grazie ad un'ampia vittoria all'andata contro i belgi del Thor Waterschei, i Dons si garantirono l'accesso in finale, rendendo ininfluente l'unica sconfitta che la squadra subì al ritorno. Nell'atto conclusivo del torneo, l'Aberdeen e il Real Madrid iniziarono con un botta e risposta, senza trovare la rete decisiva entro i 90 minuti. Verso la fine dei tempi supplementari l'Aberdeen, su un contropiede di Peter Weir e di Mark McGhee, fissò il risultato sul 2-1 grazie a un colpo di testa di John Hewitt, subentrato all'autore del primo gol Eric Black.

## Maglie
Lo sponsor tecnico per la stagione 1982-1983 è Adidas.
| Manica sinistra · Manica sinistra · Maglietta · Maglietta · Manica destra · Manica destra · Pantaloncini · Pantaloncini · Calzettoni · Calzettoni | Manica sinistra · Manica sinistra · Maglietta · Maglietta · Manica destra · Manica destra · Pantaloncini · Pantaloncini · Calzettoni |

## Rosa
| N. |                   | Ruolo | Calciatore     |
| -- | ----------------- | ----- | -------------- |
|    | Scozia (bandiera) | P     | Bryan Gunn     |
|    | Scozia (bandiera) | P     | Jim Leighton   |
|    | Scozia (bandiera) | D     | Alex McLeish   |
|    | Scozia (bandiera) | D     | Brian Mitchell |
|    | Scozia (bandiera) | D     | Doug Rougvie   |
|    | Scozia (bandiera) | D     | Stuart Kennedy |
|    | Scozia (bandiera) | D     | Willie Miller  |
|    | Scozia (bandiera) | C     | Ian Angus      |
|    | Scozia (bandiera) | C     | Doug Bell      |
|    | Scozia (bandiera) | C     | Neale Cooper   |
|    | Scozia (bandiera) | C     | Derek Hamilton |
|    | Scozia (bandiera) | C     | John McMaster  |

| N. |                   | Ruolo | Calciatore      |
| -- | ----------------- | ----- | --------------- |
|    | Scozia (bandiera) | C     | Ian Porteous    |
|    | Scozia (bandiera) | C     | Neil Simpson    |
|    | Scozia (bandiera) | C     | Gordon Strachan |
|    | Scozia (bandiera) | C     | Andy Watson     |
|    | Scozia (bandiera) | C     | Peter Weir      |
|    | Scozia (bandiera) | A     | Eric Black      |
|    | Scozia (bandiera) | A     | Steve Cowan     |
|    | Scozia (bandiera) | A     | Willie Falconer |
|    | Scozia (bandiera) | A     | John Hewitt     |
|    | Scozia (bandiera) | A     | Walker McCall   |
|    | Scozia (bandiera) | A     | Mark McGhee     |

## Risultati

### Scottish Premier Division
| Dundee 4 settembre 1982 1ª giornata | Dundee Utd | 2 – 0 | Aberdeen |  |

| Aberdeen 11 settembre 1982 2ª giornata | Aberdeen | 4 – 1 | Greenock Morton | Pittodrie |

| Paisley 18 settembre 1982 3ª giornata | St. Mirren | 1 – 1 | Aberdeen |  |

| Aberdeen 25 settembre 1982 4ª giornata | Aberdeen | 1 – 2 | Rangers | Pittodrie |

| Aberdeen 2 ottobre 1982 5ª giornata | Aberdeen | 2 – 1 | Motherwell | Pittodrie |

| Glasgow 9 ottobre 1982 6ª giornata | Celtic | 1 – 3 | Aberdeen |  |

| Aberdeen 16 ottobre 1982 7ª giornata | Aberdeen | 1 – 0 | Dundee | Pittodrie |

| Kilmarnock 23 ottobre 1982 8ª giornata | Kilmarnock | 0 – 2 | Aberdeen |  |

| Edinburgo 30 ottobre 1982 9ª giornata | Hibernian | 1 – 1 | Aberdeen |  |

| Aberdeen 6 novembre 1982 10ª giornata | Aberdeen | 1 – 5 | Dundee Utd | Pittodrie |

| Greenock 13 novembre 1982 11ª giornata | Greenock Morton | 1 – 1 | Aberdeen |  |

| Aberdeen 20 novembre 1982 12ª giornata | Aberdeen | 4 – 0 | St. Mirren | Pittodrie |

| Glasgow 27 novembre 1982 13ª giornata | Rangers | 0 – 1 | Aberdeen |  |

| Motherwell 4 dicembre 1982 14ª giornata | Motherwell | 0 – 2 | Aberdeen |  |

| Aberdeen 11 dicembre 1982 15ª giornata | Aberdeen | 1 – 2 | Celtic | Pittodrie |

| Dundee 18 dicembre 1982 16ª giornata | Dundee | 0 – 2 | Aberdeen |  |

| Aberdeen 27 dicembre 1982 17ª giornata | Aberdeen | 2 – 0 | Kilmarnock | Pittodrie |

| Aberdeen 1º gennaio 1983 18ª giornata | Aberdeen | 2 – 0 | Hibernian | Pittodrie |

| Dundee 3 gennaio 1983 19ª giornata | Dundee Utd | 0 – 3 | Aberdeen |  |

| Aberdeen 8 gennaio 1983 20ª giornata | Aberdeen | 2 – 0 | Greenock Morton | Pittodrie |

| Paisley 15 gennaio 1983 21ª giornata | St. Mirren | 1 – 1 | Aberdeen |  |

| Aberdeen 22 gennaio 1983 22ª giornata | Aberdeen | 2 – 0 | Rangers | Pittodrie |

| Aberdeen 8 febbraio 1983 23ª giornata | Aberdeen | 5 – 1 | Motherwell | Pittodrie |

| Glasgow 12 febbraio 1983 24ª giornata | Celtic | 1 – 3 | Aberdeen |  |

| Aberdeen 26 febbraio 1983 25ª giornata | Aberdeen | 3 – 1 | Dundee | Pittodrie |

| Kilmarnock 5 marzo 1983 26ª giornata | Kilmarnock | 1 – 2 | Aberdeen |  |

| Aberdeen 19 marzo 1983 27ª giornata | Aberdeen | 1 – 2 | Dundee Utd | Pittodrie |

| Greenock 26 marzo 1983 28ª giornata | Greenock Morton | 1 – 2 | Aberdeen |  |

| Aberdeen 2 aprile 1983 29ª giornata | Aberdeen | 0 – 1 | St. Mirren | Pittodrie |

| Glasgow 9 aprile 1983 30ª giornata | Rangers | 2 – 1 | Aberdeen |  |

| Aberdeen 23 aprile 1983 31ª giornata | Aberdeen | 1 – 0 | Celtic | Pittodrie |

| Motherwell 27 aprile 1983 32ª giornata | Motherwell | 0 – 3 | Aberdeen |  |

| Dundee 30 aprile 1983 33ª giornata | Dundee | 0 – 2 | Aberdeen |  |

| Edinburgo 3 maggio 1983 34ª giornata | Hibernian | 0 – 0 | Aberdeen |  |

| Aberdeen 5 maggio 1983 35ª giornata | Aberdeen | 5 – 0 | Kilmarnock | Pittodrie |

| Aberdeen 14 maggio 1983 36ª giornata | Aberdeen | 5 – 0 | Hibernian | Pittodrie |

### Scottish League Cup
| 11 agosto 1982 Fase a gironi - 1ª giornata | Greenock Morton | 2 – 2 | Aberdeen |  |

| 14 agosto 1982 Fase a gironi - 2ª giornata | Aberdeen | 3 – 3 | Dundee |  |

| 21 agosto 1982 Fase a gironi - 3ª giornata | Aberdeen | 3 – 0 | Dumbarton |  |

| 25 agosto 1982 Fase a gironi - 4ª giornata | Aberdeen | 3 – 0 | Greenock Morton |  |

| 28 agosto 1982 Fase a gironi - 5ª giornata | Dundee | 1 – 3 | Aberdeen |  |

| 8 settembre 1982 Fase a gironi - 6ª giornata | Dumbarton | 1 – 2 | Aberdeen |  |

| 22 settembre 1982 Quarti di finale (andata) | Dundee Utd | 3 – 1 | Aberdeen |  |

| 6 ottobre 1982 Quarti di finale (ritorno) | Aberdeen | 0 – 1 | Dundee Utd |  |

### Scottish Cup
| 29 gennaio 1983 Terzo turno | Hibernian | 1 – 4 | Aberdeen |  |

| 19 febbraio 1983 Quarto turno | Aberdeen | 1 – 0 | Dundee |  |

| 12 marzo 1983 Quinto turno | Partick Thistle | 1 – 2 | Aberdeen |  |

| 16 aprile 1983 Semifinale | Aberdeen | 1 – 0 | Celtic |  |

| 21 maggio 1983 Finale | Aberdeen | 1 – 0 | Rangers |  |

### Coppa delle Coppe
| Arbitro: | Tritschler |

|                                                                          |           |  |
| Black 2’, 56’ Strachan 21’ Hewitt 23’ Simpson 34’ McGhee 63’ Kennedy 82’ | Marcatori |  |

| Arbitro: | Glažar |

|           |           |                                       |
| Bregy 67’ | Marcatori | 27’ Hewitt 61’ Miller 64’, 72’ McGhee |

| Arbitro: | Delsemme |

|           |           |  |
| Hewitt 8’ | Marcatori |  |

| Tirana 29 settembre 1982 Sedicesimi di finale - Ritorno | Dinamo Tirana | 0 – 0 referto | Aberdeen | Qemal Stafa (19 000 spett.)\| Arbitro: \| Szabo \| |
| Arbitro:                                                | Szabo         |               |          |                                                    |

| Arbitro: | Mulder |

|                     |           |  |
| McGhee 54’ Weir 56’ | Marcatori |  |

| Arbitro: | Tokat |

|  |           |          |
|  | Marcatori | 59’ Bell |

| Monaco di Baviera 2 marzo 1983 Quarti di finale - Andata | Bayern Monaco | 0 – 0 referto | Aberdeen | Stadio Olimpico (28 000 spett.)\| Arbitro: \| Guruceta Muro \| |
| Arbitro:                                                 | Guruceta Muro |               |          |                                                                |

| Arbitro: | Vautrot |

|                                    |           |                              |
| Simpson 39’ McLeish 77’ Hewitt 78’ | Marcatori | 10’ Augenthaler 61’ Pflügler |

| Arbitro: | Bergamo |

|                                              |           |                 |
| Black 2’ Simpson 4’ McGhee 67’, 83’ Weir 69’ | Marcatori | 74’ Guðmundsson |

| Arbitro: | Prokop |

|                 |           |  |
| Voordeckers 64’ | Marcatori |  |

| Arbitro: | Menegali |

|                      |           |                    |
| Black 7’ Hewitt 112’ | Marcatori | 15’ (rig.) Juanito |